# Giacun Hasper Muoth
Giacun Hasper Muoth (Breil/Brigels, 29 de septiembre de 1844 - Coira, 6 de julio de 1906) era un maestro y poeta suizo que escribió en romanche, en el dialecto suprasilvano. Su poesía lo convirtió en uno de los principales representantes de la literatura del llamado Renacimiento retorromano del siglo XIX. 

## Vida
Giacun Hasper Muoth creció en el pueblo retorromano y católico de Breil, en Surselva. Tanto la identidad lingüística como la religiosa influyeron fuertemente en su trabajo posterior como escritor. En su juventud asistió a escuelas en Feldkirch, Disentis/Mustér, Schwyz y Friburgo, una tras otra. En 1867 estudió primero en la universidad reformada de Lausana, de 1868 a 1873 en la universidad católica de Múnich. Estudió Historia, Filosofía y Filología general. En Múnich entró en contacto con la cosmovisión y la filosofía del lenguaje del romanticismo alemán, que moldeó su obra y su lucha por preservar el romanche. Hasta un año antes de su muerte, trabajó como profesor de lengua e historia en la escuela cantonal de Coira. Después de una larga enfermedad, Muoth murió en 1906 en el hospital de Kreuzspital de Coira. 

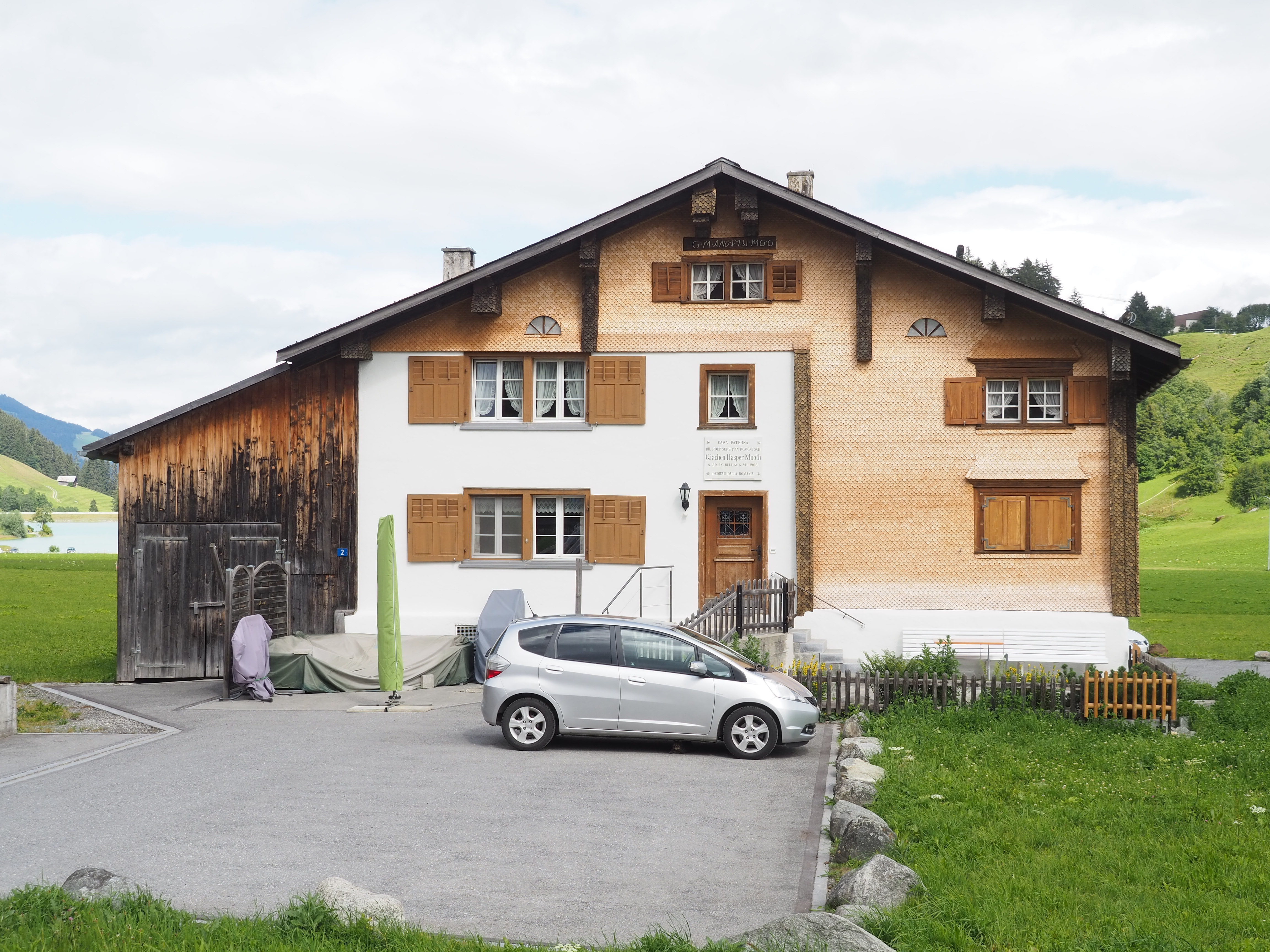
La casa de la infancia de Giacun Hasper Muoth en Breil, con placa conmemorativa
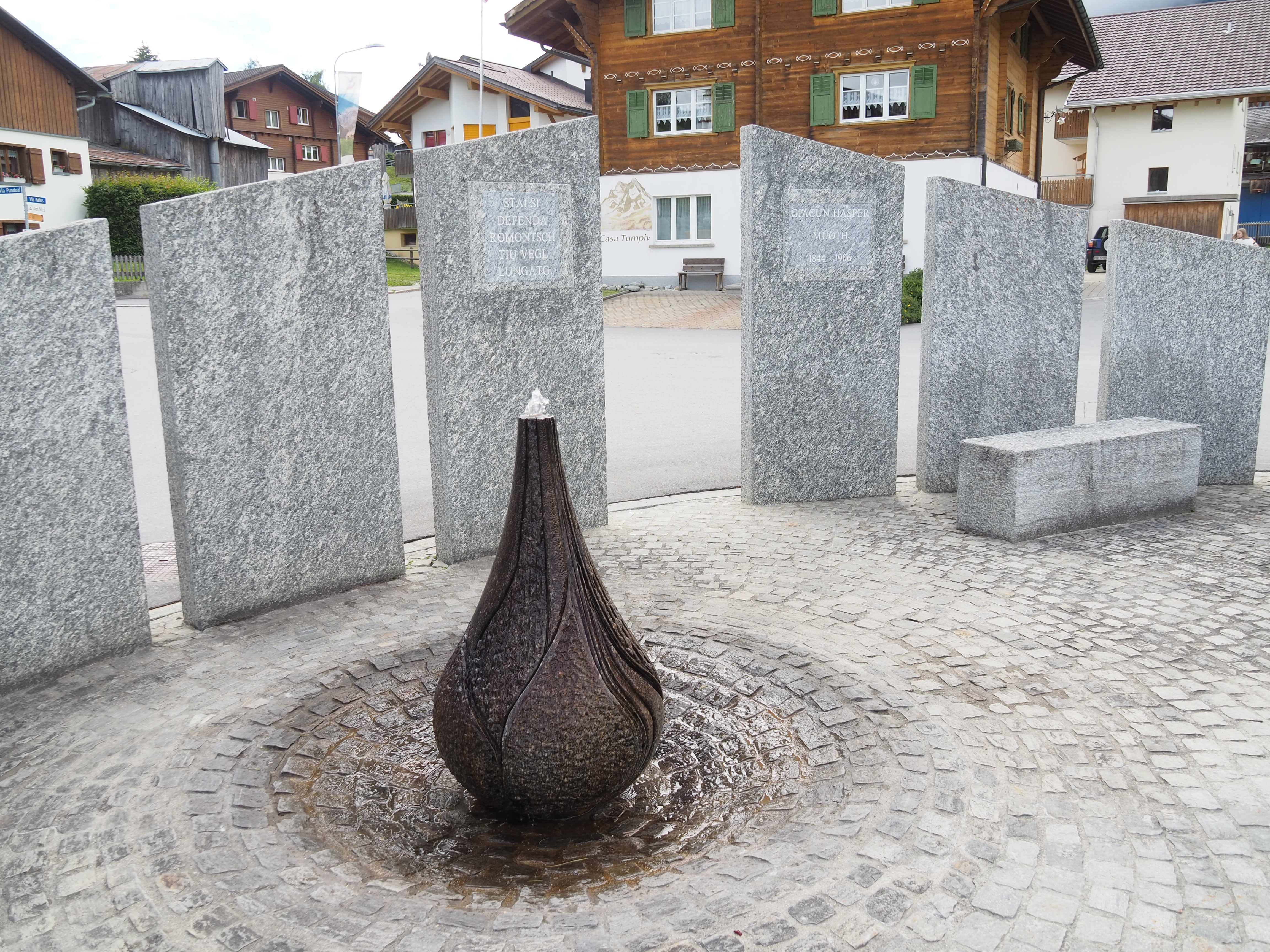
Monumento a Giacun Hasper Muoth frente a la casa de sus padres en Breil
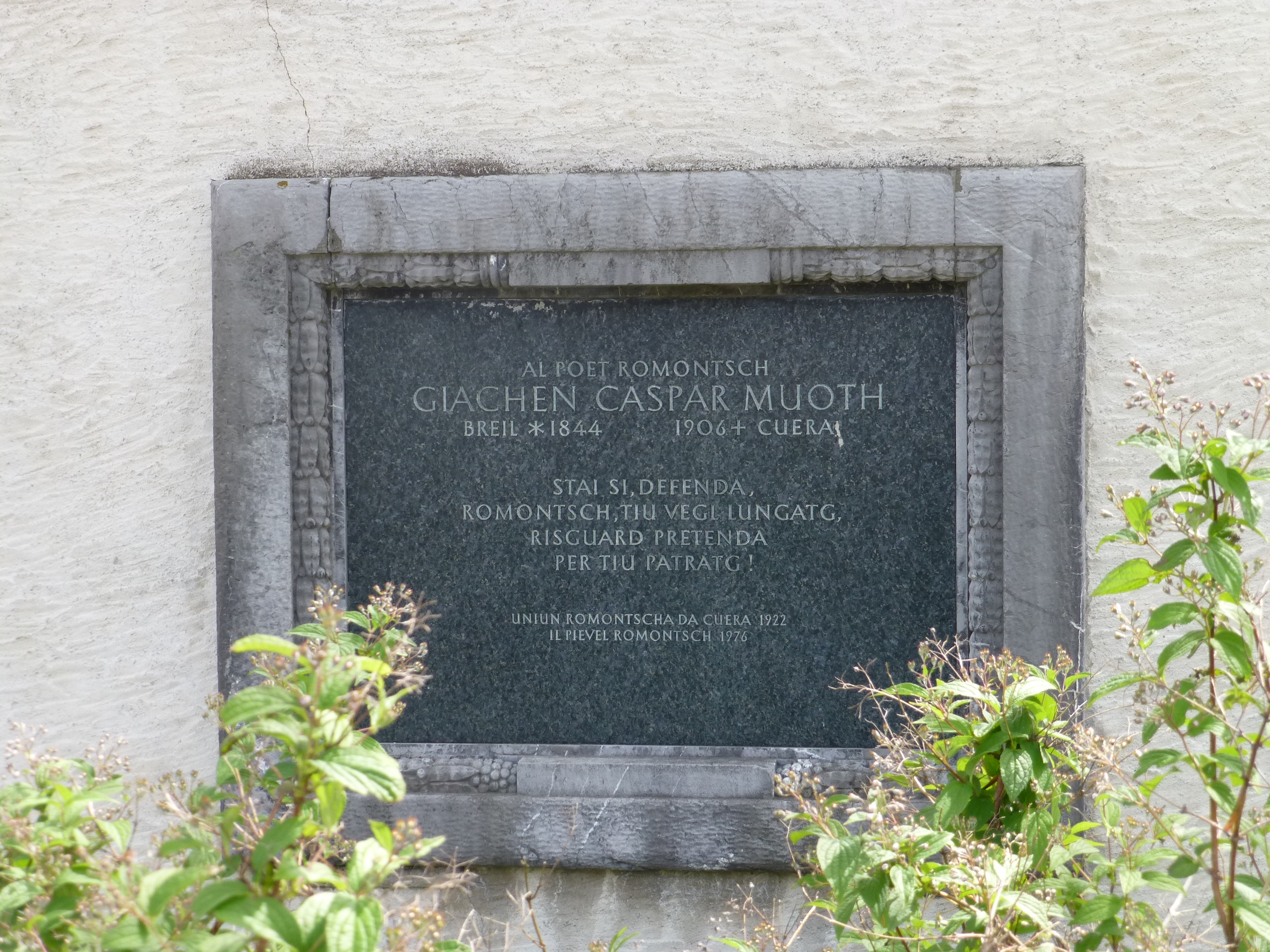
Cenotafio del poeta en el patio del cementerio, detrás de la catedral de Coira

## Escritura
La obra poética de Muoth está fuertemente influenciada por la lucha por preservar y renovar el idioma y la identidad romanche. Es uno de los primeros poetas en escribir en suprasilvano. Aparte de la lucha por la lengua, su poesía se nutre de consideraciones cotidianas y conocimientos históricos y se mueve entre el romanticismo y el realismo. Además de poemas, escribió idilios y textos históricos y lingüísticos.
El estilo romántico y combativo de la poesía lingüística de Muoth es particularmente evidente en el poema Al pievel romontsch de 1887. Comienza con el claro imperativo Stai si! acusado, Romontsch, tiu vegl lungatg! [«¡Levántate! ¡Defiende, romanche, tu antigua lengua!»]. A continuación, se comparan las ventajas de la lengua romanche con las desventajas de la germanización amenazante, que se percibe como desarraigo. 
El opus magnum de Muoth es la epopeya en verso Il Cumin d'Ursèra de 1425 de 1896, que se considera una especie de epopeya nacional de los retorromanos. Trata de una comunidad rural del valle de Ursern, que fue fundada en el siglo XV. Según la epopeya, pertenecía al área de influencia de la abadía de Disentis y al área de habla retorromano. Se presenta al abad Pieder de Pultengia como protagonista heroico. Cabalga a toda prisa por el paso de Oberalp para convencer a la población de Ürschner de que se quede en el monasterio y en la comunidad lingüística romanche. Su ardiente súplica tuvo éxito, mientras que los tentadores discursos de la gente de habla alemana de Uri no fueron seguidos. Por eso la gente de Ürschner grita en coro: O mumma romontscha! Ti mumma carina! Nus 'lein tia tschontscha salvar per adina! [«¡Oh madre romancha! ¡Querida madre! ¡Queremos conservar tu idioma para siempre!»]. La resistencia a la germanización y la preservación de la propia cultura lingüística se estilizan en un mito en la epopeya de Muot. Históricamente, sin embargo, los eventos descritos no son sostenibles. 

## Obras (selección)

### Trabajos individuales
Poemas y baladas
- La vusch de San Gliezi (1872)
- La dertgira nauscha de Vallendau (1450) (1882)
- Igl eremit San Sigisbert (1885)
- Il tirann Victor (1887)
- Al pievel romontsch (1887)
- La vendetga dils Grischs (1893)

Idilios
- Las spatlunzas (1872)
- Il Gioder (1886)
- A mesiras (1896)

Verso épico
- Il Cumin d'Ursèra de 1425 (1896)

Textos de folología
- Grammatica romontscha-tudestga, contenenta ils principals elements formals dil lungatg tudestg en lur relaziun cul lungatg romontsch dil Rein (1890)
- Romontsch u Tudesc (1893)

### Edición de trabajo
De 1994 a 2000, las obras de Muot aparecieron en una edición de seis volúmenes, editados por Iso Camartin y Peter Tuor: 
- Ovras da Giacun Hasper Muoth, Ediziun da Breil en 6 toms.